# Corroirie
Vous lisez un « bon article » labellisé en 2018.
La Corroirie est un fief féodal fortifié, dépendant de la chartreuse du Liget toute proche, sur la commune de Chemillé-sur-Indrois, dans le département français d'Indre-et-Loire en région Centre-Val de Loire.
Le mot corroirie vient du latin conderium ou conderia qui désigne tout ce dont peut avoir besoin un moine pour vivre : nourriture, vêtements, entretien.
Probablement fondée à la fin du XIIe siècle, elle devient la maison basse de la chartreuse, dont les frères convers ont la charge de gérer l'important domaine agricole (près de 1 500 hectares au Liget, ainsi que des métairies dans le Lochois). Ses bâtiments sont progressivement agrandis au cours des siècles suivants, ces périodes d'expansion alternant avec des phases de fortification consécutives à la guerre de Cent Ans puis aux guerres de Religion. C'est en effet au XVIe siècle que la Corroirie est transformée en maison forte avec notamment la construction d'un monumental châtelet d'entrée. Dans le seconde partie du XVIIe siècle, les frères qui y habitent la quittent pour résider à la maison haute et son église est fermée au culte : la maison basse perd sa vocation religieuse pour devenir une exploitation agricole. L'une des particularités de la Corroirie est qu'elle constitue également un fief détenant les droits de justice sur son territoire depuis le Moyen Âge jusqu'à la Révolution française, ce qui se traduit notamment par la présence d'une prison dans l'enceinte du site. Vendus comme biens nationaux à la Révolution après que les derniers moines ont quitté la chartreuse au début de l'année 1791, les bâtiments de la Corroirie ont subi peu de dommages ; ils sont toujours entretenus et habités au XXIe siècle.
L'église, la porte fortifiée et la prison de la Corroirie sont inscrites au titre des monuments historiques en 1926 ; l'inscription est étendue à l'ensemble du site en 2015. En 1947, la Corroirie est intégrée, comme les bâtiments de la maison haute et leurs abords, à un site classé.

## Localisation et toponymie

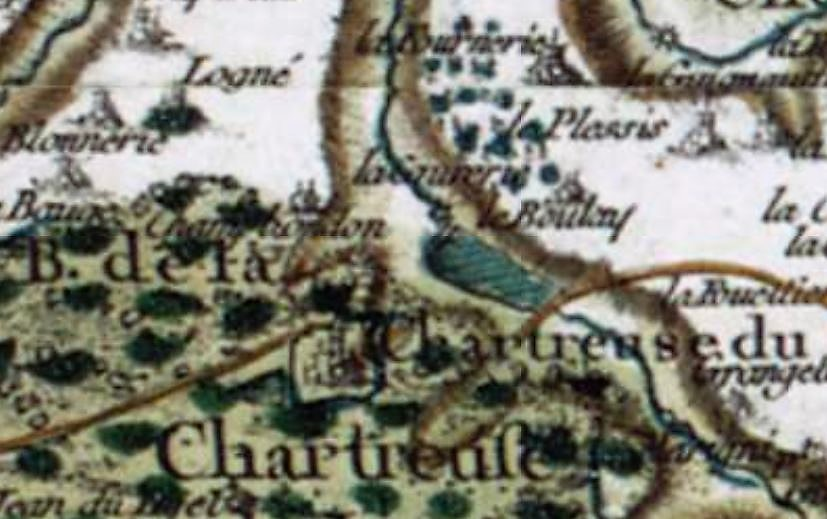
« La Courerie » sur la carte de Cassini.

La Corroirie est implantée sur la commune de Chemillé-sur-Indrois, à environ 3 km au sud-ouest du chef-lieu communal. Ses bâtiments sont adossés au coteau de la rive droite, dans la vallée du ruisseau d'Aubigny, affluent de l'Indrois, au niveau du débouché du vallon secondaire du ruisseau du Liget. Dans ce même vallon, vers le sud-ouest, se trouvent également les bâtiments de la maison haute — ainsi nommée parce que les activités de prière qui s'y exercent la rapprochent symboliquement du Ciel — de la chartreuse du Liget, à 1,1 km de la Corroirie puis la chapelle Saint-Jean du Liget à 2 km. Toutes ces distances sont exprimées « à vol d'oiseau ».
Au sud des bâtiments se trouve l'étang de la Corroirie, établi sur le cours de l'Aubigny par les chartreux. La D 760 de Loches à Montrésor est, à ce niveau, construite sur la digue nord de l'étang qu'elle sépare des constructions alors qu'auparavant elle contournait l'étang par l'ouest puis le sud comme cela apparaît sur la carte de Cassini. En 1897, cet étang est toutefois mal entretenu, partiellement comblé. Le périmètre réduit consacré aux constructions, sans possibilité de l'agrandir, explique peut-être le parti architectural qui consiste, au fil des siècles, à surélever les bâtiments pour accroître leur capacité.
Un manuscrit rédigé par un chartreux en 1625 précise « Correya est domus inferior Carthusianorum », la carte de Cassini mentionne « La Courerie » et le cadastre napoléonien indique « La Couroirie ». Les maisons basses des chartreuses, vouées aux activités manuelles et agricoles, proches de la terre et dédiées au logement des frères convers, prennent généralement le nom de correries. Le terme est un dérivé possible mais controversé du « corrier », désignant dans le Lyonnais et le Dauphiné, au Moyen Âge, le procureur chargé de gérer les biens d'un évêque ou d'un abbé. Ce mot serait lui-même formé à partir du latin conredium, désignant l'ensemble de ce qui est relatif à la vie matérielle d'un moine, mais ce terme peut avoir été utilisé par d'autres ordres monastiques avant la fondation des chartreuses. Cette proposition est plus plausible qu'une référence au corroyage, étape de la préparation des peaux en vue de la fabrication du parchemin, ou encore un relais de poste pour les courriers, pistes évoquées par d'anciens auteurs.

## Histoire

### Fondation

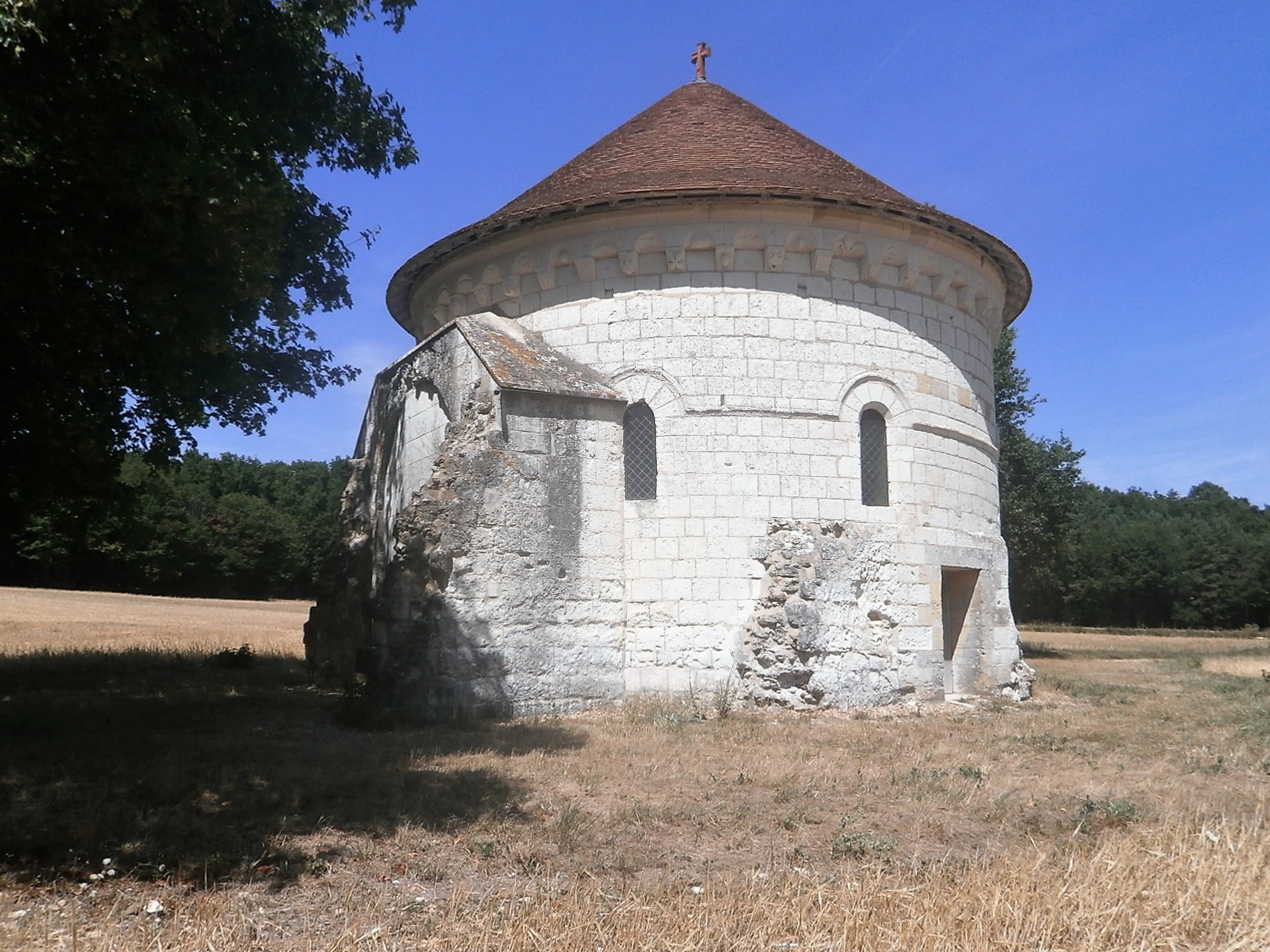
Chapelle Saint-Jean du Liget.

La terre du Liget semble rachetée à l'abbaye de Villeloin par Henri II entre 1176 et 1183 puis donnée à une petite communauté monastique bénédictine à condition qu'elle intègre l'ordre des Chartreux. La chapelle Saint-Jean du Liget et les premiers bâtiments de la maison haute sont construits. Avant que les chartreux ne s'y installent, l'emplacement de la Corroirie répond au nom de Craçay ou Crassay et ne fait pas partie de la donation initiale. C'est un fief que, vers 1200, le seigneur Foulques de Craçay donne aux religieux du Liget. La donation, bien que contestée par les héritiers de Foulques après sa mort, est confirmée.
La date et les circonstances exactes de la fondation de la Corroirie sont difficiles à établir, en l'absence de sources fiables et d'indices architecturaux probants. Il semble toutefois que les premiers bâtiments soient construits dans la dernière décennie du XIIe siècle et les deux premières décennies du XIIIe siècle, avec une dédicace de l'église par l'évêque de Paris Odon de Sully en 1206. De cette première phase de construction sont parvenus deux édifices à la fonction non attestée, peut-être un cellier/dortoir et un réfectoire, ainsi que l'église qui a pu être mise en chantier un peu avant les autres édifices et consacrée avant son achèvement,.
La fondation de la chartreuse, à laquelle Henri II prend une part active, mais plus encore celle de la Corroirie sur la route entre Loches et Montrésor dont les donjons sont construits par Foulques Nerra, renforce l'autorité de la maison d'Anjou qui dispose ainsi de trois positions solides dans un même territoire. C'est la Corroirie, et non la maison haute elle-même, qui est le siège de la seigneurie du Liget, consacrant ainsi la séparation extrêmement marquée existant dans les chartreuses entre le temporel et le spirituel,.

### De prospérité en replis défensifs

#### Essor médiéval
- forêts et taillis / autres terres
- habitations, dont métairies
- enclos de la chartreuse

Territoire directement géré par la Corroirie au XVIIe siècle.

Fiefs et métairies tenus par la Corroirie pour le compte de la chartreuse du Liget dans le Lochois.

Le monastère se développe véritablement entre le milieu du XIIIe et le milieu du XIVe siècle. De nombreuses donations, plus d'une centaine dans cette période — la plupart proviennent de seigneurs locaux, mais certaines sont d'origine royale — viennent l'enrichir. Le domaine géré par la Corroirie pour le compte de la chartreuse atteint ainsi une superficie de près de 1 480 hectares de terres labourables, prés, vignes, bois et étangs, regroupées autour de la chartreuse, comme un inventaire du XVIIe siècle l'établit ; plusieurs autres fiefs et métairies, dans un rayon de plus de 15 km, relèvent également du Liget, comme le fief de Bergeresse à Azay-sur-Indre.
Pour faire face à ce surcroît d'activité, des extensions importantes sont apportées au bâti à la Corroirie. Les bâtiments déjà existants sont agrandis ou surélevés pour permettre le logement d'un plus grand nombre de frères convers (leur effectif n'est pas précisé) ; une grande salle est construite à l'ouest, qui sert peut-être de salle capitulaire et de tribunal où est rendue la justice seigneuriale — les droits de haute et basse justice accordés à la chartreuse sont confirmés en 1352 et la liste des baillis de la chartreuse est connue à partir de 1497. De nombreux actes témoignent cependant de relations parfois difficiles, voire conflictuelles, entre les officiers de justice de la Corroirie et ceux du bailliage de Loches entre le milieu du XIVe siècle et la fin du XVIIe siècle, mais les droits de justice accordés à La Corroirie sont renouvelés par chaque roi de France jusqu'à la Révolution.
La logique de l'organisation spatiale d'un tel ensemble de bâtiments veut qu'un enclos en matérialise l'unité. Il est donc vraisemblable que la maison basse se dote d'une cour fermée par les bâtiments existants et des murs de complément, un porche monumental ouvert au sud en direction de la route Loches-Montrésor permettant d'y accéder. En l'absence de tout vestige, cette proposition reste au stade d'hypothèse.

#### Refuge pendant la guerre de Cent Ans
En 1361, une bande armée liée au parti anglais assiège la Corroirie, mais les moines de la maison haute qui s'y sont réfugiés dans un premier temps, en empruntant un souterrain, peuvent échapper au siège et fuir à Loches. Un autre assaut a lieu en 1392 et ce n'est qu'ultérieurement que les moines quittent Loches pour revenir à la chartreuse. L'une des conséquences immédiates de la guerre de Cent Ans est l'aménagement d'une porterie munie d'une herse dans le bâtiment ouest pour sécuriser l'accès à la cour ; elle remplace l'accès par le sud qui est alors condamné. Une fois la guerre finie et les moines revenus, un chantier d'envergure consiste à remblayer l'ensemble du site, dans et en dehors des bâtiments, sur une hauteur de 1,5 m environ, probablement pour prémunir la Corroirie des risques d'inondation. Les bâtiments sont à nouveau agrandis. C'est ainsi qu'un étage est ajouté à l'église, peut-être pour y installer des dortoirs. Les combles de cette même église sont ensuite transformés en bastion (ajout de meurtrières et établissement d'un chemin de ronde intérieur) vers le milieu du XVe siècle. En 1432, le roi Charles VII met à la disposition de la Corroirie une petite garnison pour assurer la défense de l'ensemble des bâtiments de la chartreuse (Corroirie et maison haute).
L'aménagement de la porterie, outre son utilité dans le système défensif de la Corroirie, a également un rôle plus symbolique : il oriente l'ouverture de la Corroirie vers l'ouest et la maison haute de la chartreuse, renforçant les liens entre les deux groupes de bâtiments. Il est également possible que l'on ait voulu, par ce moyen, réduire la distance à parcourir pour se rendre d'un lieu à l'autre et s'y réfugier, ce qui est utile en cas d'attaque.

#### Pillages pendant les guerres de Religion

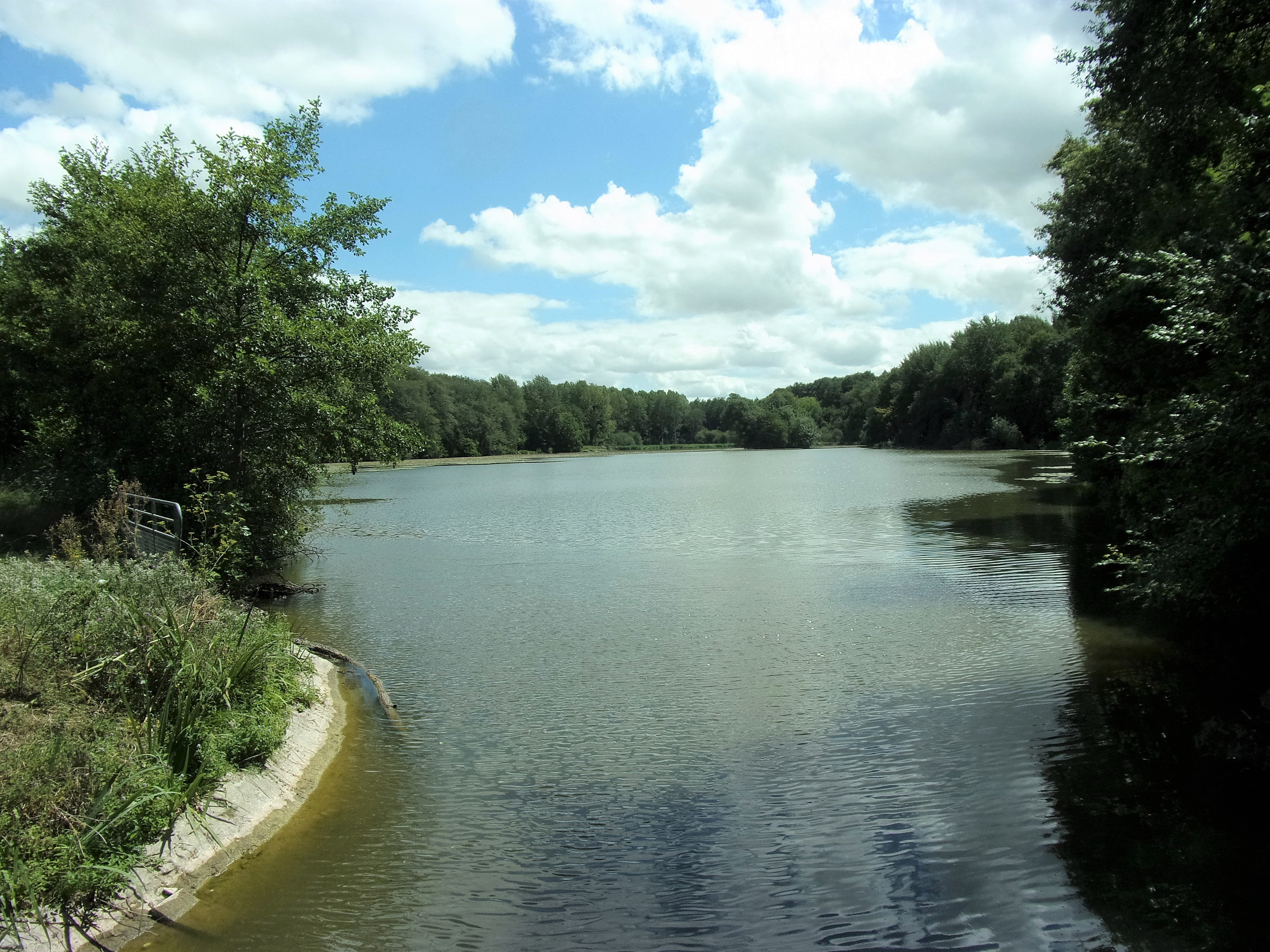
Étang de la Corroirie.

Les guerres de Religion ont de graves conséquences pour la chartreuse du Liget. En 1562 le prieur est assassiné et l'abbaye dévastée ; faute de sources, il est difficile de savoir si cette attaque est le fait de protestants « organisés » venant de Tours qu'ils tiennent d'avril à juillet, ou de bandes de pillards opérant de manière autonome. Les moines fuient temporairement. De nouveaux pillages sont perpétrés en 1584 à la maison basse, mais aussi aux métairies environnantes. Du 4 au 7 mars 1589 les « preneurs de Barbetz » s'attaquent à la Corroirie, des paysans voisins s'associant à ces exactions, ; cet épisode est rapporté dans deux chroniques de l'époque.
La décision est alors prise de transformer la Corroirie en maison forte. Un châtelet fortifié équipé d'un pont levis commande l'entrée, une bretèche est ajoutée au pignon ouest des celliers, des tours et des échauguettes sont aménagées sur le pourtour du mur d'enceinte, des contreforts épaulent les bâtiments les plus fragiles et des douves sont creusées ; c'est sans doute à ce moment que l'étang de la Corroirie est aménagé sur le cours de l'Aubigny pour assurer, grâce à son déversoir, une alimentation en eau régulière des douves. Enfin, une prison en forme de tourelle est construite dans l'enceinte, à l'écart des autres bâtiments vers le nord. Ces travaux s'échelonnent jusqu'au début du XVIIe siècle.

### Reconversion
La seconde moitié XVIIe siècle marque un tournant dans l'histoire de la Corroirie. Deux moulins à eau sont construits en 1671 et remaniés à plusieurs reprises ; la présence de l'étang de la Corroirie permet le fonctionnement régulier des deux roues alimentées par-dessous et initialement installées l'une derrière l'autre. L'église est fermée au culte en 1674 au plus tard et les convers qui habitaient la Corroirie sont désormais logés à la maison haute elle-même, peut-être dès le milieu du siècle. Les serviteurs continuent toutefois à résider sur place. Cette disposition semble anticiper une décision du chapitre général de l'ordre prise en 1678 et valable pour l'ensemble des chartreuses. La Corroirie se recentre donc sur les activités agricoles au détriment de sa vocation religieuse initiale.
Le confort des bâtiments est amélioré (chauffage plus efficace, meilleure desserte des étages, percement ou agrandissement de baies), mais cette phase n'est pas datée ; il n'est pas possible de savoir si elle coïncide avec le profond remaniement qui affecte les bâtiments de la maison haute dans le cadre d'un vaste projet engagé en 1787 mais interrompu par la Révolution française,.

Blason de la famille de Marsay.

Avec la Révolution et la suppression des ordres monastiques, la reconversion de la Corroirie en exploitation agricole, déjà largement amorcée, arrive à son terme. En 1789, la Corroirie n'est plus administrée que par deux frères convers, qui résident à la maison haute. Les chartreux quittent le monastère au début de 1791 et, le premier juin de la même année, les bâtiments sont vendus comme biens nationaux. Ils changent plusieurs fois de propriétaire, le domaine étant même à certains moments morcelé, et en 1899 il échoit à la famille de Marsay. La Corroirie, restée depuis lors propriété de cette famille, directement ou par alliance, est toujours habitée en 2018, ce qui a préservé les bâtiments de la dégradation ; une partie de ses locaux sont aménagés en chambres d'hôte au XXIe siècle. Pour autant, son aspect général reste sensiblement celui qu'elle pouvait présenter à la fin du Moyen Âge,.
En 1926, la porte fortifiée, la chapelle et l'ancienne prison sont inscrites au titre des monuments historiques ; en 2015 l'inscription est étendue à l'ensemble du site par arrêté ministériel publié le 22 avril 2016. Le 31 juillet 1947, la Corroirie fait partie, comme la maison haute et les terrains environnants, d'un nouveau site classé dans le cadre de la loi du 2 mai 1930.
Quelques dates de l'histoire de la Corroirie.
■ Quelques dates de l'histoire de France et de la Touraine
■ Histoire politique et religieuse de la Corroirie - ■ Épisode de construction - ■ Épisode de destruction

## Description des bâtiments

Plan de la Corroirie au XXIe siècle.

De nombreux bâtiments ont été construits à la Corroirie. Certains ont changé de fonction au gré de leurs remaniements ; d'autres ont été partiellement détruits et la restitution de l'évolution du bâti sur un seul plan est difficile. Les corps de bâtiments qui restent en place au XXIe siècle sont mentionnés ici selon l'affectation qui pouvait leur être attribuée au XVIIIe siècle avant la Révolution, même si cette affectation reste, pour certains, hypothétique. Toutefois, le fait que la Corroirie soit restée occupée de manière continue depuis le Moyen Âge contribue à maintenir les édifices en bon état, les destructions totales étant rares et n'intéressant que des bâtiments construits tardivement et assez rapidement démolis.

### Porte fortifiée

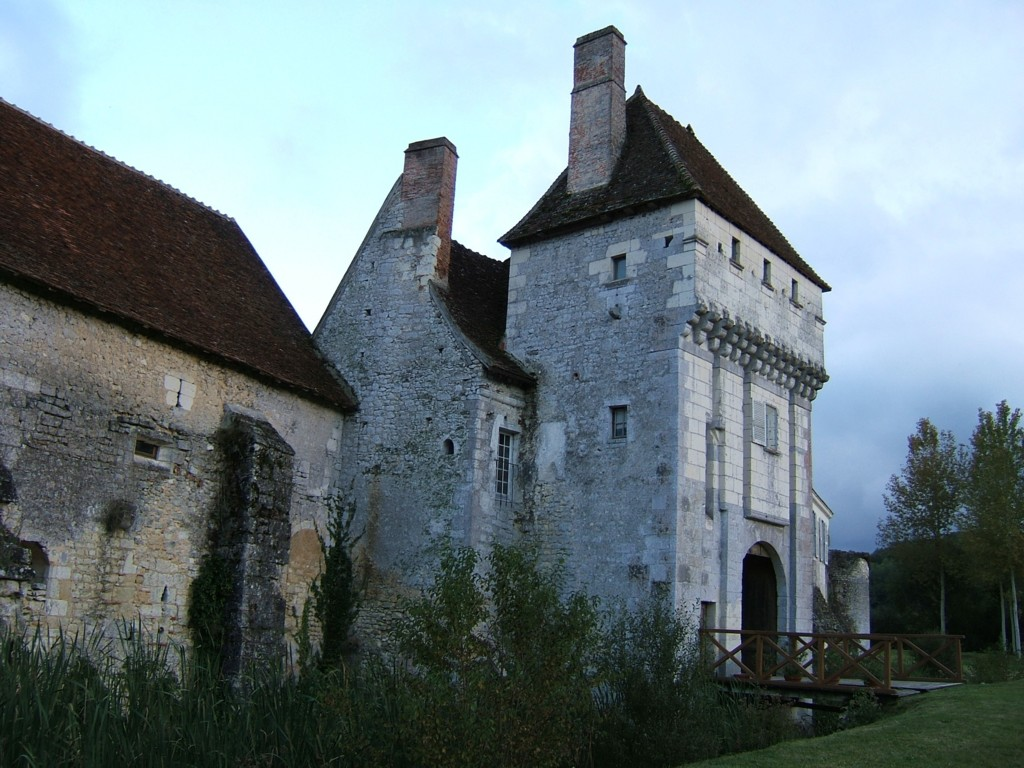
Porte fortifiée.

La porte fortifiée est probablement construite vers 1575, à la faveur d'une période calme pendant les guerres de Religion ; le style de la construction indique le dernier quart du XVIe siècle, ce que confirment les datations dendrochronologiques des bois de charpente. Il s'agit d'un châtelet fortifié qui remplace l'ancienne porterie à herse contre laquelle il est plaqué en avancée. Il se présente sous la forme d'une tour avec deux étages et des mâchicoulis sur sa façade ouest. Deux portes, l'une charretière et l'autre piétonne, possédant chacune un pont levis permettant le franchissement de la douve, commandent son accès. La maçonnerie est constituée de moellons, chaînée aux angles de grands blocs de tuffeau à l'exception de la façade ouest au-dessus des portes où seul le tuffeau est utilisé. La toiture à deux croupes est en tuiles.
Au-dessus des portes, le premier étage abrite la machinerie des ponts levis alors que le second étage, qui commande les mâchicoulis, est aménagé en salle de guet comportant l'équipement nécessaire pour que des personnes, peut-être les soldats de la garnison affectée à la protection de la chartreuse, puissent y séjourner. Cette salle dispose notamment d'un évier avec évacuation extérieure au travers du mur nord, surmonté d'une fenêtre de tir.

### Église

Chronologie de l'église (côté sud) :
phase 1.
phase 2.
phase 3.
phase 4.
phase 5.

Ce bâtiment est celui qui a été le plus modifié depuis le début de sa construction, mais aussi celui au sujet duquel les études sont les plus nombreuses et approfondies. La construction et l'aménagement de cet édifice s'effectuent en cinq étapes principales, bien identifiables sur l'église vue depuis le sud, seule façade où ses murs ne sont pas partiellement masqués par d'autres constructions.
Phase 1 : le bâtiment initial se compose d'une nef à deux travées prolongée à l'est par un chœur composé d'une seule courte travée puis d'une abside à cinq pans. Son entrée principale se trouve dans le mur pignon ouest ; deux entrées secondaires sont ménagées dans le mur gouttereau nord où elles donnent dans une galerie ménagée entre l'église et le bâtiment qui abrite les celliers. Il mesure 15,50 × 6 m pour une hauteur sous clé de 11,50 m. Son sol est ensuite remblayé sur une hauteur de 1,50 m, à l'intérieur comme à l'extérieur. L'existence d'un clocher, indépendant ou clocher-mur, est possible mais pas attestée ; la toiture originelle, certainement en tuiles, devait être continue, de la nef à l'abside. Ces éléments ont disparu lors des remaniements ultérieurs. Si la maçonnerie extérieure est romane, les voûtes sont typiques du style gothique de l'Ouest et cette première phase d'édification peut être datée de la fin du XIIe siècle ou du début du XIIIe siècle, la dédicace de 1206 étant une indication très précieuse, mais qui ne préjuge toutefois pas de l'achèvement des travaux qui a pu intervenir vers 1220 selon Gérard Fleury. Intérieurement, la sculpture des clés de voûte, comme c'est fréquent dans le style gothique de l'Ouest, est soulignée par un décor de couleurs encore discernable et l'intrados des voûtes présente également un décor de faux appareil en noir et blanc, donnant l'impression d'une maçonnerie très régulière. L'église renferme des fonts baptismaux datés de la Renaissance.
Phase 2 : vraisemblablement dans la première moitié du XVe siècle, la nef de l'église, au-dessus des sablières, est surélevée d'un étage largement éclairé et fermé à l'est par un mur à pans de bois et torchis ; la voûte de l'abside, située au-dessous de ce mur, ne supporterait probablement pas le poids d'un mur en maçonnerie. L'abside n'est pas concernée par ce remaniement. La fonction de cet étage n'est pas attesté, mais il est possible qu'il s'agisse d'un dortoir destiné à loger le personnel de plus en plus nombreux travaillant à la Corroirie. Extérieurement, la reprise est nettement visible sur le mur gouttereau sud : la maçonnerie initiale est parementée en moyen appareil de tuffeau, l'étage en moellons de nature diverse. Un talus est élevé contre ce mur jusqu'à la base des fenêtres où il a altéré le tuffeau du parement, certainement pour contrebuter la poussée des étages supérieurs de l'église. Les dates précises de sa mise en place et de son retrait ne sont pas établies.
Phase 3 : une nouvelle modification intervient dans la seconde moitié du XVe siècle. L'abside est rehaussée et elle est, comme l'étage de la nef, transformée en bastion. Les équipements les plus marquants de cette période sont les meurtrières en forme de point d'exclamation percées dans l'étage de l'abside et du mur gouttereau sud, avec une fente de vue verticale qui surmonte un orifice rond permettant le passage du canon d'une arme à feu ; ces meurtrières sont ouvertes à un niveau proche du plancher de l'étage.
Phase 4 : un autre aménagement, non daté mais probablement antérieur à 1570, voit se construire un corps de bâtiment, perpendiculaire aux précédents, qui relie l'étage des celliers à celui de l'église au niveau de son pignon ouest, préalablement abattu.
Phase 5 : lorsque la Corroirie est transformée en maison forte, dans les dernières décennies du XVIe siècle, les seules modifications apportées à l'église sont le percement de quelques meurtrières complémentaires dans l'abside pour couvrir les angles morts de tir. Elles sont d'un type différent des précédentes, mieux adaptées à des armes plus volumineuses.

### Prison

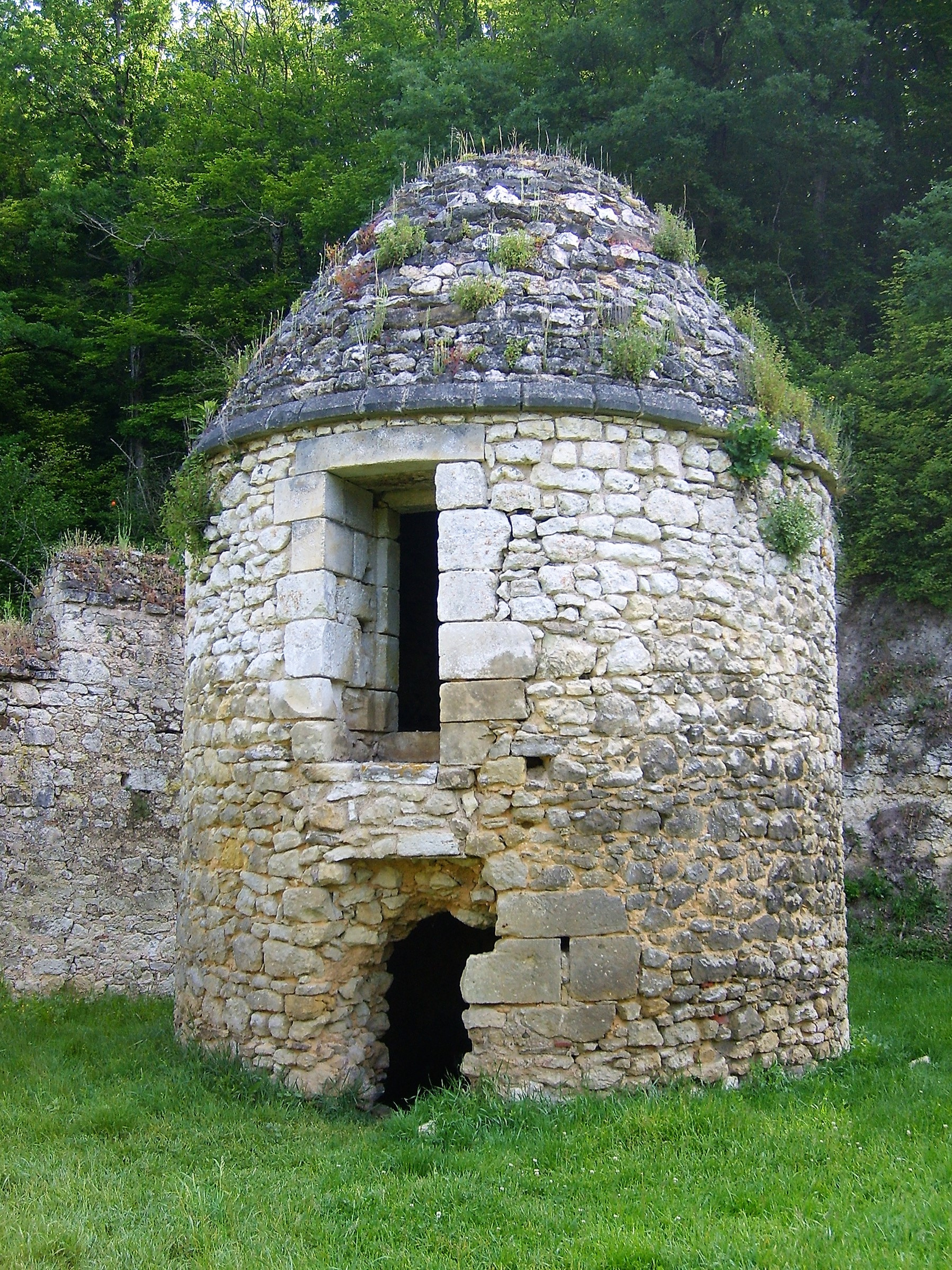
Prison.

Une tourelle de 5 m de diamètre pour 7 m de haut et couverte d'un dôme en pierres, isolée dans la partie nord de l'enceinte des bâtiments, est considérée comme une ancienne prison en raison de ses aménagements particuliers, même si des remaniements ultérieurs en rendent la lecture plus difficile. Deux cellules superposées, reliées entre elles, mesurent 2,70 m environ de diamètre pour 2,90 m (rez-de-chaussée) et 3,65 m (étage) de hauteur intérieure. Une porte unique, à l'étage, se ferme exclusivement de l'extérieur — seule cette porte à l'étage est d'origine ; l'ouverture à la base de l'édifice est percée tardivement —, des latrines sont ménagées dans l'épaisseur du mur de chaque cellule, les ouvertures extérieures (archères, baies) sont de faible dimension et munies à l'origine d'un double barreaudage, extérieur et intérieur.
L'hypothèse selon laquelle cette tour aurait pu être une glacière semble mal résister à l'analyse : la configuration des pièces ne se prête pas à une telle utilisation. L'éventualité d'une prison construite dans la seconde moitié du XVIe siècle reste la plus plausible. Il n'est toutefois pas impossible que l'édifice ait également servi, entre les périodes où les prisonniers l'occupaient ou dans un second temps, de four à chanvre, cette production étant attestée dans cette partie de la Touraine,.

### Autres constructions et aménagements
Au nord de l'église, un vaste bâtiment fait office de cellier. Il est initialement construit en même temps que l'église, ou peu après, et comporte deux vaisseaux de cinq travées chacun. Il réutilise, pour sa façade ouest, les substructions d'un mur plus ancien. Il est remanié, agrandi — ses accès sont reportés à l'étage, d'abord à l'ouest, puis à l'est de plain-pied avec le coteau —, surélevé à plusieurs reprises et rattaché à l'étage supérieur de l'église. Dans la seconde moitié du XVIIe siècle, sa partie orientale accueille deux moulins à farine encore en service en 1835. Vers 1740, les meules des moulins sont installées à l'étage et, pour compenser ce transfert des charges dans le bâtiment, le diamètre des piliers qui occupent le centre du rez-de-chaussée est fortement augmenté. Les roues motrices de ces moulins à eau sont alimentés par un canal provenant de l'étang de la Corroirie et qui longe, à l'est du site, le pied du coteau ; à l'époque contemporaine, il est comblé. Les étages de l'immeuble, probablement instables ou fragilisés par les ajouts successifs, ont disparu.
Un grand édifice est construit à l'ouest du site vers la fin du XIIIe siècle. Orienté nord-sud, il peut servir initialement de salle capitulaire pour les frères ou de tribunal mais rien n'est certain. Remanié à plusieurs reprises, il est peut-être partiellement réaménagé en logis de la garnison au moment de la fortification de la Corroirie. C'est à ce moment que sa façade occidentale est munie de contreforts. Au XIVe siècle, la partie septentrionale de ce bâtiment est fortement modifiée. Elle est transformée en une porterie et l'accès à la Corroirie se fait par une porte munie d'une herse. Il a pu sembler aux bâtisseurs plus simple de bénéficier du bâti existant pour aménager cette porterie, plutôt que de la construire ex nihilo sur la face sud de l'enceinte, où se trouvait jusqu'alors la porte de l'abbaye. Avant la Révolution, ce bâtiment est l'objet d'une modification majeure : il est encore légèrement surélevé, des planchers lui sont ajoutés, le divisant en plusieurs étages, lesquels sont à leur tour cloisonnés en pièces.
Dans le prolongement de la porterie, vers le nord, un édifice considéré comme le réfectoire des moines fait partie des premiers bâtiments construits. Très fortement repris par la suite, il est surélevé, peut-être pour y accueillir les hôtes de passage.
Encore plus au nord, perpendiculairement au précédent, se dresse un logis à étage dont le rôle n'est pas attesté. Il peut s'agir de communs de l'abbaye, surmontés du logis de l'abbé. Sa construction remonte à la première moitié du XVe siècle, au moment où l'église est surélevée.
De la phase de transformation de la Corroirie en maison forte subsistent deux tours accolées à des bâtiments existants. Celle qui se trouve contre le bâtiment des communs au nord est réduite à l'état de ruine mais elle était encore debout en 1897 ; celle qui prolonge au sud la grande salle occidentale a mieux résisté.
Après les guerres de Religion, l'enceinte de l'abbaye est agrandie vers le nord et l'est, où elle englobe une partie du coteau. Il s'agit toutefois d'un dispositif aux capacités défensives limitées d'autant plus que la sécurité de la Corroirie sur son flanc est garantie par la présence du coteau abrupt qu'il a d'ailleurs fallu étayer par un mur pourvu de contreforts. Ce dispositif est encore nettement visible au nord des bâtiments sauvegardés, près de la prison.
Un souterrain, creusé dans le coteau, peut-être relié au pignon est du cellier, est pourvu d'une grande salle et de plusieurs boyaux dont l'un débouche à l'air libre au nord des bâtiments. Il est exploré par le Spéléo-club de Touraine en 2009. Rien n'atteste toutefois qu'il pourrait s'agir du souterrain emprunté par les moines de la chartreuse pour se réfugier à la Corroirie en 1361.

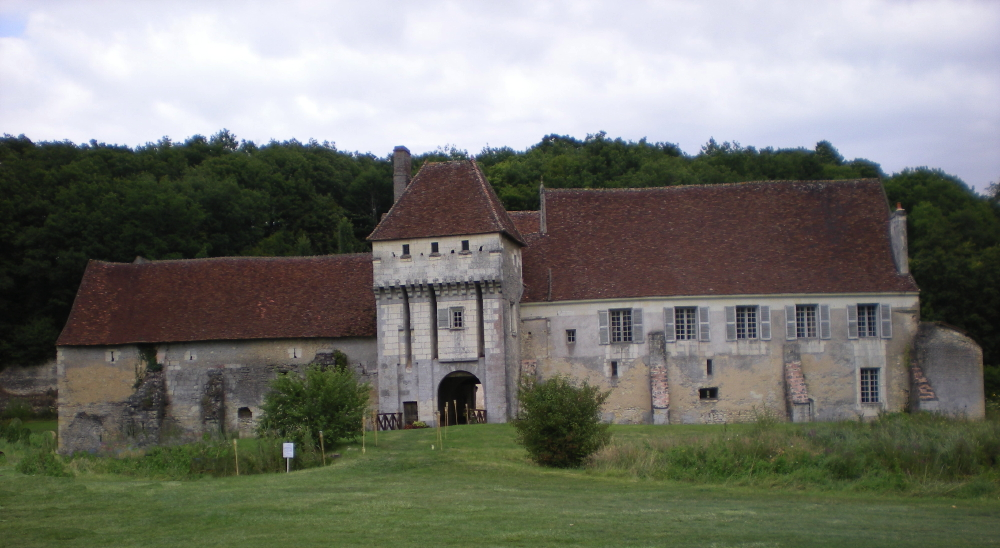
Façade ouest de la corroirie : de gauche à droite, réfectoire (?), porterie, salle capitulaire (?) et tour méridionale.
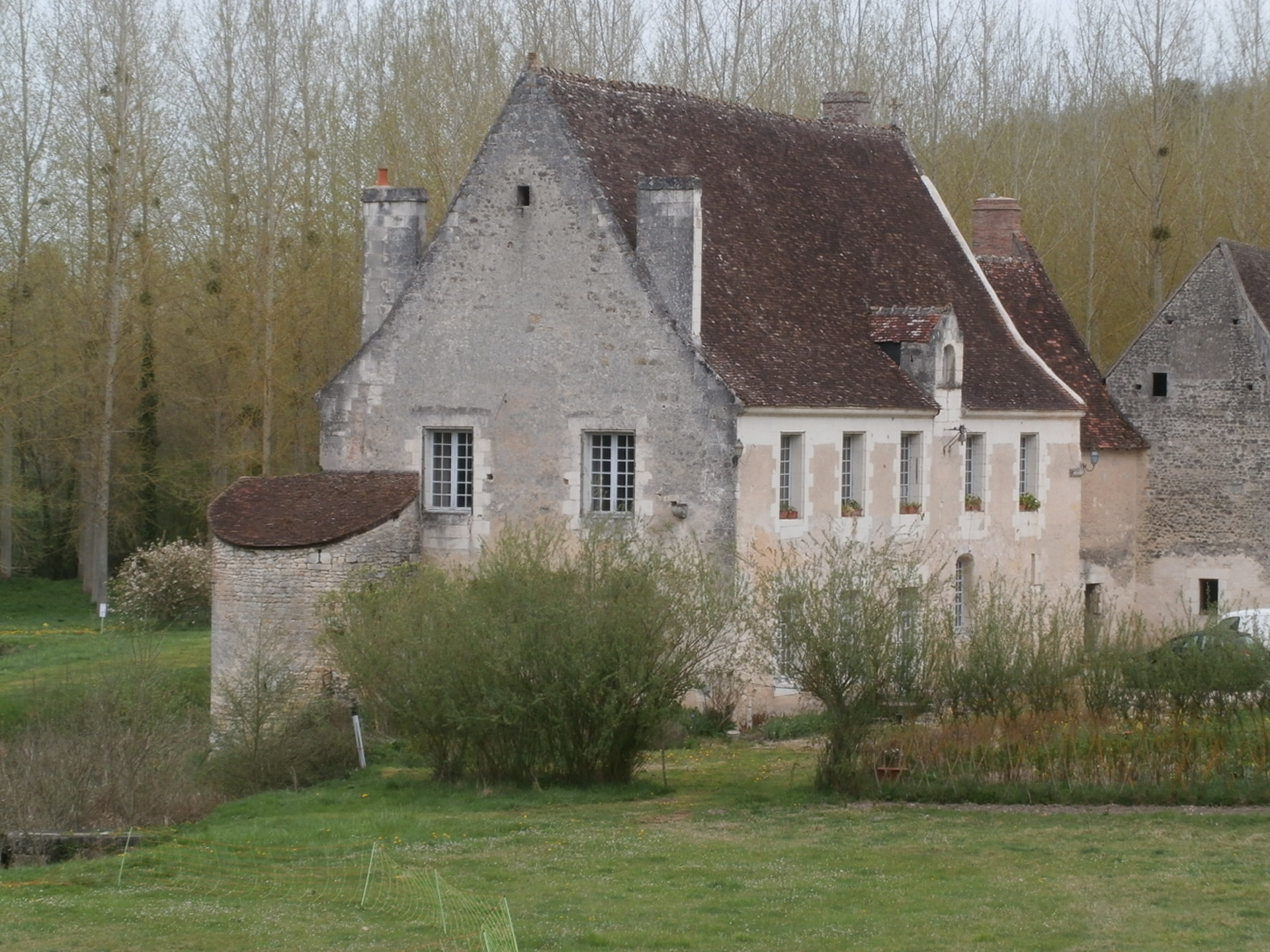
Salle capitulaire (?) et tour méridionale.
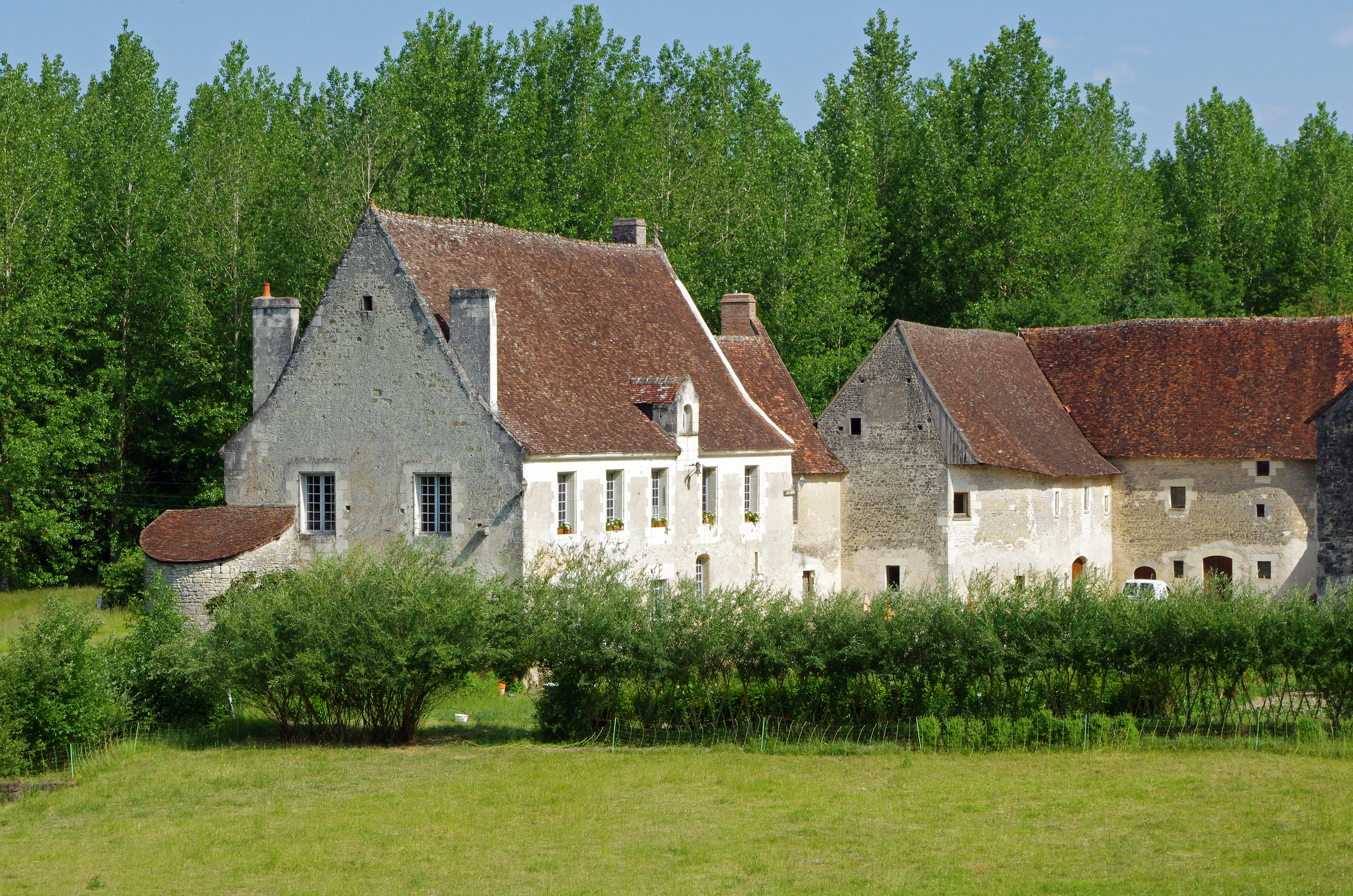
En arrière-plan, réfectoire (?) et communs en retour d'angle.

## La Corroirie dans les arts et la culture
Le tournage du court-métrage Les Condiments irréguliers, librement inspiré de la vie de la marquise de Brinvilliers, se déroule partiellement à la Corroirie en 2009.
En 2015, la Corroirie sert de décor à plusieurs scènes — dont celle du bûcher — du film américain Joan of Arc retraçant la vie de Jeanne d'Arc.
Plusieurs épisodes du roman policier de Mary Play-Parlange Clair-obscur en chartreuse : une enquête à tiroirs (2013) se déroulent à la Corroirie ou évoquent des faits historiques s'y étant déroulés.

## Études architecturales et historiques
Les études spécifiquement ou en grande partie consacrées à la Corroirie sont peu nombreuses.
Louis-Auguste Bossebœuf relate, en 1897, une excursion faite par des membres de la Société archéologique de Touraine (SAT) dans le Lochois ; il consacre quelques pages de cette publication à une évocation rapide de l'histoire et de la description des principaux bâtiments de la Corroirie.
En 1934, Albert Philippon rédige une étude historique de la chartreuse du Liget publiée dans deux numéros du Bulletin de la société archéologique de Touraine. La première partie est dédiée à la maison haute, la seconde à la Corroirie et la chapelle Saint-Jean du Liget.
Dans le courant des années 2000, Gérard Fleury se livre à une étude architecturale détaillée de l'église et des celliers de la Corrioirie qui permet de proposer une chronologie plus précise de la construction de ces bâtiments. L'étude paraît dans le Bulletin des amis du pays lochois,. Christophe Meunier publie en 2007 un ouvrage consacré à la chartreuse du Liget. Au fil de la présentation chronologique de l'histoire du monastère, plusieurs passages concernent plus spécifiquement la Corroirie.
À la fin des années 2000 et dans le cadre des restaurations des bâtiments mises en œuvre par les propriétaires, une étude historique et archéologique de l'ensemble du site de la Corroirie est engagée, encadrée par un groupe de travail pluri-disciplinaire. Les résultats sont publiés dans la Revue archéologique du centre de la France.